# Чемпионат России по хоккею с мячом 2006/2007
15-й чемпионат России по хоккею с мячом проходил с 12 октября 2006 года по 25 марта 2007 года. Сыграно 342 матча, забито 3258 мячей.

## Высшая лига

### Первый этап

#### Западная группа
| Команда                               | 1    | 2    | 3    | 4    | 5    | 6    | 7    | 8    | 9    | 10   | 11   | И  | В  | Н | П  | М      | О  |
| ------------------------------------- | ---- | ---- | ---- | ---- | ---- | ---- | ---- | ---- | ---- | ---- | ---- | -- | -- | - | -- | ------ | -- |
| 1. «Динамо» (Москва)                  |      | 11:0 | 11:6 | 13:4 | 17:1 | 14:4 | 13:7 | 20:4 | 17:3 | 17:5 | 41:0 | 20 | 19 | 0 | 1  | 253:62 | 57 |
| 2. «Зоркий» (Красногорск)             | 4:1  |      | 6:4  | 10:3 | 6:3  | 14:2 | 5:5  | 8:2  | 9:2  | 5:2  | 9:1  | 20 | 17 | 2 | 1  | 129:56 | 53 |
| 3. «Родина» (Киров)                   | 5:6  | 4:5  |      | 9:4  | 12:3 | 12:3 | 5:2  | 4:1  | 11:0 | 15:3 | 11:1 | 20 | 14 | 0 | 6  | 156:80 | 42 |
| 4. «Уральский трубник» (Первоуральск) | 0:4  | 4:5  | 5:3  |      | 5:3  | 7:0  | 7:3  | 9:0  | 14:2 | 11:2 | 4:1  | 20 | 13 | 0 | 7  | 106:71 | 39 |
| 5. «Ракета» (Казань)                  | 4:11 | 2:7  | 5:4  | 4:0  |      | 3:2  | 5:2  | 10:2 | 6:4  | 5:3  | 15:2 | 20 | 12 | 1 | 7  | 104:98 | 37 |
| 6. «Волга» (Ульяновск)                | 3:13 | 1:5  | 4:5  | 2:1  | 3:3  |      | 6:3  | 4:2  | 4:3  | 7:3  | 8:1  | 20 | 10 | 2 | 8  | 77:102 | 32 |
| 7. «Водник» (Архангельск)             | 1:11 | 0:7  | 8:9  | 0:2  | 7:3  | 4:4  |      | 14:5 | 7:2  | 9:0  | 6:2  | 20 | 7  | 4 | 9  | 95:94  | 25 |
| 8. «АМНГР-Мурман» (Мурманск)          | 2:6  | 2:8  | 1:8  | 5:7  | 3:8  | 2:4  | 2:2  |      | 5:1  | 5:4  | 6:1  | 20 | 4  | 1 | 15 | 60:127 | 13 |
| 9. «Старт» (Нижний Новгород)          | 2:7  | 3:6  | 4:6  | 1:4  | 5:7  | 2:3  | 4:4  | 5:4  |      | 6:4  | 9:3  | 20 | 3  | 2 | 15 | 66:130 | 11 |
| 10. «Строитель» (Сыктывкар)           | 4:11 | 1:7  | 3:12 | 1:7  | 1:11 | 2:6  | 1:6  | 4:0  | 5:4  |      | 1:3  | 20 | 3  | 0 | 17 | 53:150 | 9  |
| 11. «Локомотив» (Оренбург)            | 3:9  | 3:3  | 5:11 | 3:8  | 2:3  | 3:7  | 1:5  | 0:7  | 4:4  | 3:4  |      | 20 | 1  | 2 | 17 | 42:171 | 5  |

#### Восточная группа
| Команда                             | 1    | 2   | 3   | 4   | 5   | 6    | 7   | 8    | 9    | 10   | 11   | И  | В  | Н | П  | М      | О  |
| ----------------------------------- | ---- | --- | --- | --- | --- | ---- | --- | ---- | ---- | ---- | ---- | -- | -- | - | -- | ------ | -- |
| 1. «Кузбасс» (Кемерово)             |      | +:- | 4:3 | 7:1 | 8:2 | 11:5 | 9:4 | 12:1 | 10:4 | 10:2 | 9:2  | 20 | 18 | 0 | 2  | 159:51 | 54 |
| 2. «Байкал-Энергия» (Иркутск)       | 4:3  |     | 6:2 | 4:3 | 9:1 | 8:0  | 5:3 | 5:4  | 8:4  | 8:0  | 7:1  | 20 | 16 | 1 | 3  | 101:51 | 49 |
| 3. «СКА-Нефтяник» (Хабаровск)       | 5:3  | 9:3 |     | 7:0 | 1:1 | 1:5  | 9:0 | 10:2 | 16:4 | 8:3  | 10:0 | 20 | 12 | 2 | 6  | 117:52 | 38 |
| 4. «Енисей» (Красноярск)            | 6:10 | 2:4 | 5:3 |     | 6:2 | 9:2  | 4:1 | 7:0  | 8:2  | 4:3  | 5:1  | 20 | 12 | 1 | 7  | 93:69  | 37 |
| 5. «Сибсельмаш» (Новосибирск)       | 1:8  | 2:1 | 3:2 | 1:2 |     | 7:2  | 4:2 | 1:6  | 7:6  | 4:3  | 8:2  | 20 | 9  | 3 | 8  | 65:80  | 30 |
| 6. «СКА-Забайкалец» (Чита)          | 3:8  | 2:4 | 3:2 | 4:4 | 4:1 |      | 6:3 | 3:2  | 6:3  | 4:3  | 4:1  | 20 | 9  | 1 | 10 | 64:95  | 28 |
| 7. «Маяк» (Краснотурьинск)          | 3:10 | 0:4 | 2:5 | 4:8 | 5:3 | 9:5  |     | 3:3  | 6:3  | 5:4  | 1:0  | 20 | 7  | 2 | 11 | 65:96  | 23 |
| 8. «Металлург» (Братск)             | 1:7  | 4:7 | 3:3 | 3:5 | 1:1 | 6:1  | 2:2 |      | 3:1  | 3:2  | 6:2  | 20 | 5  | 4 | 11 | 58:89  | 19 |
| 9. «Лесохимик» (Усть-Илимск)        | 0:11 | 4:6 | 5:4 | 3:1 | 3:6 | 3:1  | 6:4 | 3:2  |      | 2:5  | 1:0  | 20 | 6  | 0 | 14 | 60:112 | 18 |
| 10. «Саяны» (Абакан)                | 1:10 | 3:3 | 3:7 | 5:4 | 6:6 | 3:4  | 3:4 | 10:3 | 4:0  |      | 4:0  | 20 | 5  | 2 | 13 | 70:93  | 17 |
| 11. «СКА-Свердловск» (Екатеринбург) | 2:9  | 4:5 | 1:6 | 3:8 | 3:4 | 3:4  | 3:4 | 4:3  | 4:3  | 4:3  |      | 20 | 3  | 0 | 17 | 40:104 | 9  |

Результат матча «Кузбасс» (Кемерово) − «Байкал-Энергия» (Иркутск) аннулирован из-за ухода с поля команды «Байкал-Энергия» при счёте 8:3 в пользу «Кузбасса». Команде «Байкал-Энергия» засчитано техническое поражение, а команде «Кузбасс» — техническая победа.

### Второй этап

#### За 1—12-е места
| Команда                               | 1    | 2    | 3    | 4    | 5    | 6    | 7    | 8    | 9    | 10   | 11   | 12   | И  | В  | Н | П  | М       | О  |
| ------------------------------------- | ---- | ---- | ---- | ---- | ---- | ---- | ---- | ---- | ---- | ---- | ---- | ---- | -- | -- | - | -- | ------- | -- |
| 1. «Динамо» (Москва)                  |      | 11:0 | 7:2  | 13:3 | 11:6 | 17:1 | 13:4 | 14:5 | 10:1 | 13:4 | 17:2 | 19:5 | 22 | 19 | 1 | 2  | 230:70  | 58 |
| 2. «Зоркий» (Красногорск)             | 4:1  |      | 5:2  | 10:3 | 6:4  | 6:3  | 10:3 | 6:1  | 7:3  | 14:2 | 5:0  | 6:2  | 22 | 19 | 0 | 3  | 127:70  | 57 |
| 3. «Кузбасс» (Кемерово)               | 4:7  | 7:3  |      | +:-  | 11:9 | 7:5  | 4:2  | 7:1  | 4:3  | 4:2  | 8:2  | 11:5 | 22 | 14 | 2 | 6  | 134:89  | 44 |
| 4. «Байкал-Энергия» (Иркутск)         | 3:2  | 5:1  | 4:3  |      | 6:11 | 5:4  | 6:3  | 4:3  | 6:2  | 6:3  | 9:1  | 8:0  | 22 | 13 | 1 | 8  | 96:91   | 40 |
| 5. «Родина» (Киров)                   | 5:6  | 4:5  | 4:3  | 3:3  |      | 12:3 | 9:4  | 6:3  | 4:1  | 12:3 | 5:1  | 9:4  | 22 | 12 | 1 | 9  | 133:100 | 37 |
| 6. «Ракета» (Казань)                  | 4:11 | 2:7  | 8:8  | 7:3  | 5:4  |      | 4:0  | 7:4  | 9:3  | 3:2  | 8:1  | 11:4 | 22 | 11 | 3 | 8  | 111:117 | 36 |
| 7. «Уральский трубник» (Первоуральск) | 0:4  | 4:5  | 3:8  | 5:0  | 5:3  | 5:3  |      | 9:6  | 7:4  | 7:0  | 4:3  | 6:4  | 22 | 10 | 1 | 11 | 89:103  | 31 |
| 8. «Енисей» (Красноярск)              | 1:8  | 3:5  | 6:10 | 2:4  | 5:3  | 3:3  | 6:3  |      | 5:3  | 9:3  | 6:2  | 9:2  | 22 | 7  | 3 | 12 | 88:114  | 24 |
| 9. «СКА-Нефтяник» (Хабаровск)         | 6:6  | 3:5  | 5:3  | 9:3  | 6:4  | 5:6  | 4:6  | 7:0  |      | 8:4  | 1:1  | 1:5  | 22 | 6  | 2 | 14 | 85:102  | 20 |
| 10. «Волга» (Ульяновск)               | 3:13 | 1:5  | 3:3  | 4:7  | 4:5  | 3:3  | 2:1  | 3:3  | 5:2  |      | 5:2  | 6:1  | 22 | 5  | 3 | 14 | 72:145  | 18 |
| 11. «Сибсельмаш» (Новосибирск)        | 1:6  | 0:5  | 1:8  | 2:1  | 2:3  | 2:5  | 2:2  | 1:2  | 3:2  | 2:3  |      | 7:2  | 22 | 3  | 2 | 17 | 39:111  | 11 |
| 12. «СКА-Забайкалец» (Чита)           | 6:20 | 6:7  | 3:8  | 2:4  | 3:8  | 5:7  | 3:6  | 4:4  | 3:2  | 9:6  | 4:1  |      | 22 | 3  | 1 | 18 | 78:170  | 10 |

#### За 13—22-е места
| Команда                             | 13  | 14  | 15   | 16  | 17   | 18   | 19   | 20   | 21   | 22   | И  | В  | Н | П  | М      | О  |
| ----------------------------------- | --- | --- | ---- | --- | ---- | ---- | ---- | ---- | ---- | ---- | -- | -- | - | -- | ------ | -- |
| 13. «Маяк» (Краснотурьинск)         |     | 5:1 | 4:0  | 9:3 | 6:3  | 5:4  | 3:3  | 1:0  | 10:2 | 4:1  | 18 | 12 | 2 | 4  | 83:56  | 38 |
| 14. «Водник» (Архангельск)          | 4:2 |     | 14:5 | 7:2 | 14:5 | 8:5  | 6:4  | 11:6 | 9:0  | 6:2  | 18 | 12 | 2 | 4  | 114:66 | 38 |
| 15. «АМНГР-Мурман» (Мурманск)       | 6:2 | 2:2 |      | 5:1 | 4:3  | 9:4  | 5:3  | 8:4  | 5:4  | 6:1  | 18 | 10 | 2 | 6  | 88:79  | 32 |
| 16. «Старт» (Нижний Новгород)       | 8:3 | 4:4 | 5:4  |     | 6:3  | 5:1  | 3:5  | 6:2  | 6:4  | 9:3  | 18 | 9  | 3 | 6  | 88:78  | 30 |
| 17. «Лесохимик» (Усть-Илимск)       | 6:4 | 8:3 | 8:5  | 5:5 |      | 2:5  | 3:2  | 1:0  | 6:4  | 12:4 | 18 | 9  | 1 | 8  | 77:26  | 28 |
| 18. «Саяны» (Абакан)                | 3:4 | 8:6 | 8:8  | 7:6 | 4:0  |      | 10:3 | 4:0  | 7:1  | 6:4  | 18 | 8  | 1 | 9  | 86:83  | 25 |
| 19. «Металлург» (Братск)            | 2:2 | 2:7 | 5:7  | 2:5 | 3:1  | 3:2  |      | 6:2  | 6:2  | 4:2  | 18 | 7  | 3 | 8  | 62:69  | 24 |
| 20. «СКА-Свердловск» (Екатеринбург) | 3:4 | 4:2 | 7:2  | 5:6 | 4:3  | 4:3  | 4:3  |      | 6:5  | 6:3  | 18 | 7  | 0 | 11 | 66:80  | 21 |
| 21. «Строитель» (Сыктывкар)         | 4:9 | 1:6 | 4:0  | 5:4 | 1:4  | 6:4  | 2:3  | 5:3  |      | 1:3  | 18 | 5  | 0 | 13 | 55:94  | 15 |
| 22. «Локомотив» (Оренбург)          | 3:6 | 1:5 | 0:7  | 4:4 | 2:4  | 10:1 | 3:3  | 7:6  | 3:4  |      | 18 | 3  | 2 | 13 | 56:94  | 11 |

Курсивом выделены результаты матчей, сыгранных командами на первом этапе
«Динамо» во второй раз подряд стало чемпионом России. «Локомотив» выбыл в первую лигу.

## Сводная таблица чемпионата
| Команда                               | И  | В  | Н | П  | М            | О  |
| ------------------------------------- | -- | -- | - | -- | ------------ | -- |
| 1. «Динамо» (Москва)                  | 32 | 29 | 1 | 2  | 382-101=+281 | 88 |
| 2. «Зоркий» (Красногорск)             | 32 | 27 | 2 | 3  | 194-91=+103  | 83 |
| 3. «Кузбасс» (Кемерово)               | 32 | 24 | 2 | 6  | 231-109=+122 | 74 |
| 4. «Байкал-Энергия» (Иркутск)         | 32 | 22 | 2 | 8  | 154-118=+36  | 68 |
| 5. «Родина» (Киров)                   | 32 | 22 | 1 | 9  | 225-128=+97  | 67 |
| 6. «Ракета» (Казань)                  | 32 | 20 | 3 | 9  | 184-148=+36  | 63 |
| 7. «Уральский трубник» (Первоуральск) | 32 | 20 | 1 | 11 | 162-121=+41  | 61 |
| 8. «Енисей» (Красноярск)              | 32 | 15 | 3 | 14 | 142-139=+3   | 48 |
| 9. СКА-«Нефтяник» (Хабаровск)         | 32 | 14 | 3 | 15 | 163-125=+38  | 45 |
| 10. «Волга» (Ульяновск)               | 32 | 14 | 4 | 14 | 125-170=-45  | 46 |
| 11. «Сибсельмаш» (Новосибирск)        | 32 | 9  | 4 | 19 | 83-148=-65   | 31 |
| 12. СКА-«Забайкалец» (Чита)           | 32 | 10 | 1 | 21 | 116-206=-90  | 31 |
| 13. «Маяк» (Краснотурьинск)           | 30 | 14 | 2 | 14 | 119-128=-9   | 44 |
| 14. «Водник» (Архангельск)            | 30 | 13 | 4 | 13 | 156-143=+13  | 43 |
| 15. «АМНГР-Мурман» (Мурманск)         | 30 | 10 | 2 | 18 | 114-175=-61  | 32 |
| 16. «Старт» (Нижний Новгород)         | 30 | 9  | 3 | 18 | 119-172=-53  | 30 |
| 17. «Лесохимик» (Усть-Илимск)         | 30 | 12 | 1 | 17 | 118-160=-42  | 37 |
| 18. «Саяны» (Абакан)                  | 30 | 9  | 3 | 18 | 121-155=-34  | 30 |
| 19. «Металлург» (Братск)              | 30 | 9  | 5 | 16 | 95-131=-36   | 32 |
| 20. «СКА-Свердловск» (Екатеринбург)   | 30 | 7  | 0 | 23 | 89-159=-70   | 21 |
| 21. «Строитель» (Сыктывкар)           | 30 | 5  | 0 | 25 | 85-208=-123  | 15 |
| 22. «Локомотив» (Оренбург)            | 30 | 3  | 3 | 24 | 81-223=-142  | 12 |

## Составы команд и авторы забитых мячей
Чемпионы России
- 1. «Динамо» (Москва) (26 игроков): Денис Половников (15; −33; 1; 0), Ильяс Хандаев (10; −20; 0; 0), Кирилл Хвалько (22; −48; 1; 0) — Василий Грановский (25; 1; 1; 55), Андрей Золотарёв (28; 0; 6; 165), Евгений Иванушкин (31; 82; 16; 10), Дэниэл Лив (16; 4; 10; 30), Сергей Ломанов-мл. (29; 60; 33; 5), Иван Максимов (30;, 25; 20; 5), Магнус Мюрен (11; 15; 8; 10), Сергей Обухов (29; 84; 21; 10), Юрий Погребной (28; 2; 11; 25), Константин Поскрёбышев (28; 2; 0; 110), Дмитрий Савельев (28; 10; 9; 80), Михаил Свешников (23; 20; 35; 15), Дмитрий Стариков (29; 4; 4; 85), Александр Тюкавин (27; 14; 22; 5), Павел Франц (25; 0; 24; 75+К), Максим Чермных (32; 21; 38; 10), Ринат Шамсутов (28; 23; 21; 30). В команде «Динамо» (Москва) также играли Алексей Гладышев (3; 1; 1; 0), Сергей Лушников (3; 0; 0; 5), Максим Пахомов (3; 8; 1; 0), Андрей Плавунов (5; 2; 0; 10), Александр Усов (3; 0; 0; 5) и Виктор Чернышёв (3; 4; 0; 5).

Серебряные призёры
- 2. «Зоркий» (Красногорск) (23 игрока): Андрей Анисимов (13; −30; 1; 0), Александр Евтин (19; −37; 1; 0), Михаил Лебедев (15; −24; 0; 0) — Даниэль Андерссон (25; 25; 5; 50), Ёхан Андерссон (26; 14; 12; 40), Сергей Бурлаков (31; 2; 13; 40), Сергей Горчаков (23; 0; 0; 55), Валерий Грачёв (25; 4; 12; 80), Алексей Доровских (30; 10; 3; 25), Пётр Захаров (22; 4; 2; 60+К), Денис Котков (31; 11; 12; 45+К), Сами Лаакконен (30; 58; 8; 45), Юрий Логинов (32; 14; 2; 115), Даниэль Моссберг (25; 6; 14; 80), Александр Патяшин (32; 15; 3; 35+К), Михаил Пашкин (32; 17; 4; 20), Равиль Сиразетдинов (27; 1; 2; 20), Игорь Уфандеев (30; 0; 16; 20), Евгений Хвалько (32; 11; 23; 65), Олег Чубинский (31; 0; 1; 180), Юрий Шардаков (12; 2; 0; 0). В команде «Зоркий» также выступали Валерий Липатенков (1; 0; 0; 0) и Антон Орловский (6; 0; 0; 5).

Бронзовые призёры
- 3. «Кузбасс» (Кемерово) (23 игрока): Андрей Баландин (15; −44; 1; 0), Роман Гейзель (22; −65; 1; 0) — Сергей Большаков (31; 2; 13; 80), Михаил Добрынин (31; 0; 2; 30), Сергей Дубинин (30; 3; 2; 110), Артём Иванов (31; 0; 0; 80), Александр Ким (29; 3+1; 5; 10), Семен Козлов (31; 0; 0; 135), Денис Криушенков (31; 16; 16; 45+К), Вячеслав Морзовик (30; 3+1; 27+3; 20), Алексей Мясоедов (28; 22+1; 8; 0), Павел Рязанцев (31; 50; 22; 30), Александр Сапега (31; 35+1; 9; 30), Вадим Стасенко (31; 39+2; 14; 20), Марат Сыраев (31; 5; 11+1; 60), Сергей Тарасов (31; 48+2; 9; 30), Павел Тетерин (31; 5; 29+1; 20), Алексей Чижов (31; 0; 1; 140). В команде «Кузбасс» также играли вратарь Сергей Морозов (1; 0; 0; 0) и полевые игроки Денис Борисенко (6; 0; 0; 10), Иван Лебедев (2; 0; 0; 10), Андрей Селиванов (2; 0; 0; 0) и Владимир Фисенко (2; 0; 0; 10). Курсивом приплюсованы мячи, забитые в аннулированном матче с «Байкалом-Энергия», и голевые передачи, сделанные в этом же матче.
- 4. «Байкал-Энергия» (Иркутск) (22 игрока): Алексей Баженов (5; −15; 0; 0), Алексей Негрун (16; −49; 0; 0), Алексей Савельев (11; −54; 0; 0) − Максим Блем (31; 3+1; 2; 95+К), Максим Гавриленко (27; 11; 11; 30), Константин Ерёменко (31; 1; 1; 145+К), Игорь Викт. Иванов (14; 0; 0; 0), Николай Кадакин (31; 30; 11+1; 70), Андрей Ковалёв (25; 3; 4; 85), Максим Кошелев (31; 8; 7; 80), Александр Насонов (21; 27+1; 7; 50), Василий Никитин (28; 0; 22+1; 45), Денис Нохрин (19; 1; 0; 20), Алексей Петров (30; 0; 6; 160+К), Сергей Рогулёв (31; 25+1; 20; 50), Данила Савченко (12; 1; 0; 10), Константин Савченко (31; 15; 9+1; 5), Дмитрий Соколов (30; 1; 4; 50), Евгений Халдин (31; 1; 0; 65), Максим Эйсбруннер (29; 0; 0; 80), Сергей Юсупов (26; 27; 4; 20). В команде «Байкал-Энергия» играл также Василий Леви (2; 0; 0; 0). Курсивом приплюсованы мячи, забитые в аннулированном матче с «Кузбассом», и голевые передачи, сделанные в этом же матче.
- 5. «Родина» (Киров) (20 игроков): Дмитрий Вершинин (15; −57; 1; 0), Николай Зыкин (18; −69; 2; 0) − Вячеслав Бронников (32; 63; 18; 45+К), Алексей Бушуев (32; 5; 14; 70), Александр Дудин (31; 11; 4; 50+К), Дмитрий Евтюшин (31; 13; 5; 90), Михаил Жданов (30; 6; 11; 95), Константин Зубарев (32; 24; 8; 20), Андрей Клабуков (28; 0; 0; 75), Алексей Кузнецов (32; 0; 0; 50), Алексей Ланских (32; 5; 2; 0), Мороков Андрей (32; 38; 13; 40), Михаил Мохов (24; 3; 1; 50), Сергей Перминов (31; 16; 5; 10), Александр Ронжин (32; 2; 1; 35), Александр Симонов (26; 0; 17; 100), Денис Слаутин (32; 19; 12; 115+К), Дмитрий Черепанов (32; 0; 35; 155), Сергей Шабуров (31; 19; 17; 55). В команде «Родина» сыграл также вратарь Павел Самойлов (1; −2; 0; 0). 1 мяч в свои ворота забил Виталий Султанов («Локомотив»).
- 6. «Ракета» (Казань) (28 игроков): Вячеслав Рябов (20; −92; 2; 0), Владимир Щепалин (16; −48; 0; 0) − Игорь Агапов (31; 9; 2; 30), Андрей Бегунов (31; 7; 10; 60), Сергей Гаврилов (21; 1; 0; 30), Андрей Илюхин (25; 0; 3; 90), Константин Клековкин (31; 2; 32; 95), Алексей Котельников (22; 0; 2; 20), Алексей Крашенинников (27; 0; 0; 80), Игорь Ларионов (32; 42; 7; 40), Магнус Мюрен (17; 15; 20; 70), Юрий Никульшин (31; 5; 13; 40), Максим Пахомов (21; 28; 9; 5), Олег Рязанов (30; 1; 1; 75), Эдуард Саксонов (32; 0; 1; 155+К), Александр Усов (30; 1; 3; 130), Сергей Харитонов (31: 41; 7; 50), Виктор Чернышёв (31; 18; 12; 30), Юрий Шкурко (26; 9; 5; 85), Андрей Шулаев (18; 0; 0; 20). В команде «Динамо» (Казань) также играли вратарь Александр Темников (4; −8; 0; 0) и полевые игроки Александр Опарин (10; 0; 2; 0), Анатолий Порошков (6; 3; 0; 0), Роман Спиридонов (10; 0; 1; 0), Константин Стебихов (2; 0; 0; 0), Андрей Стук (9; 1; 0; 0+К), Игорь Сычёв (1; 0; 0; 0) и Дмитрий Чекулаев (5; 0; 0; 20). 1 мяч в свои ворота забил Анатолий Суздалев («СКА-Нефтяник»).
- 7. «Уральский трубник» (Первоуральск) (19 игроков): Антон Мокеев (31; −108; 1; 0), Олег Пшеничный (12; −13; 0; 10) − Павел Булатов (31; 1; 3; 100), Денис Варлачёв (32; 9; 4; 40), Александр Воронковский (32; 0; 7; 95), Артём Вшивков (31; 8; 5; 15), Дэвид Карлссон (31; 49; 6; 55), Андрей Кислов (32; 2; 8; 90), Михаил Клянин (8; 4; 11; 30+К), Евгений Кукс (31; 13; 5; 80), Сергей Почкунов (32; 33; 4; 20), Дмитрий Разуваев (32; 3; 2; 95), Фредерик Риналдо (30; 8; 21; 95), Дмитрий Сустретов (32; 1; 5; 35), Олег Хайдаров (32; 1; 13; 115), Андреас Хаммарбек (26; 19; 9; 70+К), Михаил Цывунин (32; 2; 0; 130), Павел Чучалин (32; 9; 2; 20), Павел Якушев (32; 0; 4; 20).
- 8. «Енисей» (Красноярск) (22 игрока): Евгений Борисюк (24; −96; 0; 0), Александр Косынчук (8; −40; 0; 0), Денис Рысев (4; −3; 0; 0) — Сергей Артёменко (27; 1; 3; 75), Артём Бондаренко (32; 30; 5; 95+К), Юрий Викулин (32; 13; 6; 60), Михаил Губкин (14; 0; 0; 0), Дмитрий Завидовский (31; 5; 15; 30), Иван Козлов (16; 0; 2; 85), Евгений Колосов (30; 17; 1; 5), Антон Нагуляк (32; 1; 7; 65), Виктор Осипов (31; 0; 1; 30), Михаил Пыдык (32; 1; 21; 15), Антон Савлук (26; 5; 0; 150+К), Алексей Садовский (32; 16; 3; 15), Александр Садырин (14; 0; 0; 0), Алексей Федосов (31; 13; 4; 100), Антон Храпенков (32; 16; 2; 80), Сергей Чернецкий (32; 6; 4; 15), Алексей Щеглов (32; 10; 6; 70), Иван Щеглов (32; 7; 2; 55), Дмитрий Щетинин (32; 0; 18; 20). 1 мяч в свои ворота забил Максим Блем («Байкал-Энергия»).
- 9. СКА-«Нефтяник» (Хабаровск) (23 игрока): Олег Андрющенко (16; −69; 0; 10), Владимир Шестаков (15; −47; 0; 0) − Виктор Баженов (21; 0; 1; 0), Алексей Гладышев (32; 5; 14; 110), Станислав Исмагилов (32; 18; 2; 70), Сергей Каргаполов (27; 4; 0; 120), Денис Корев (30; 4; 2; 50), Евгений Корев (31; 9; 13; 40), Евгений Маврин (22; 28; 9; 30+К), Дмитрий Попов (32; 23; 13; 70), Йоран Розендаль (31; 7; 6; 40), Максим Рязанов (20; 0; 0; 45), Юрий Соколов (32; 0; 1; 155+К), Евгений Стеблецов (32; 25; 13; 105), Анатолий Суздалев (32; 23; 16; 70), Михаил Тюко (31; 2; 4; 20), Евгений Швецов (22; 15; 20; 75+К). В команде «СКА-Нефтяник» играли также вратарь Виктор Яшин (6; −9; 0; 0) и полевые игроки Александр Баженов (4; 0; 0; 0), Петер Карлссон (5; 0; 0; 0), Сергей Пронин (7; 0; 0; 0), Фёдор Розвезев (5; 0; 0; 0) и Йонас Хольгерссон (5; 0; 3; 0).
- 10. «Волга» (Ульяновск) (23 игрока): Константин Кравец (25; −112; 0; 20) − Андрей Балыкин (32; 0; 11; 55), Румиль Галиуллин (29; 3; 2; 110), Дмитрий Юрьевич Козлов (29; 5; 5; 155), Николай Кулагин (31; 6; 3; 115), Валерий Люлюмов (32; 23; 6; 75), Виталий Макаров (25; 17; 5; 50), Андрей Макуненков (23; 13; 4; 25), Дмитрий Маланин (30; 2; 15; 75), Александр Михалёв (31; 2; 4; 105), Дмитрий Оськин (24; 10; 2; 40), Вячеслав Петров (18; 0; 0; 10), Валерий Проурзин (28; 8; 0; 65+К), Дмитрий Солодов (32; 12; 14; 20), Андрей Стольников (28; 1; 6; 75), Сергей Улазов (30: 11; 3; 20), Алексей Художилов (22; 3; 0; 0), Денис Цыцаров (28; 7; 1; 60). В составе команды «Волга» также выступали вратари Андрей Анисимов (6; −40; 0; 0) и Максим Москвичёв (7; −18; 0; 0) и полевые игроки Константин Залетаев (5; 1; 1; 0), Андрей Кабанов (7; 1; 0; 0) и Юрий Карсаков (9; 0; 0; 20).
- 11. «Сибсельмаш» (Новосибирск) (23 игрока): Дмитрий Анфиногенов (18; −69; 0; 10), Сергей Наумов (15; −79; 0; 10) − Вячеслав Быков (16; 0; 0; 0), Игорь Вангонин (28; 2; 1; 30+К), Денис Варламов (32; 0; 0; 95), Игорь Войтович (32; 5; 4; 60), Алексей Голитаров (32: 20; 8; 80), Алексей Китьков (19; 4; 1; 0), Дмитрий Колесников (30; 1; 14; 95), Евгений Конин (32; 0; 0; 145), Евгений Леонов (30; 8; 0; 5), Роман Макаренко (32; 0; 0; 245+К), Николай Мельников (32; 1; 1; 105+К), Денис Потёмин (27; 2; 4; 50), Евгений Свиридов (32; 6; 2; 80), Денис Турков (32; 18; 3; 25), Артур Целлер (21; 1; 2; 30), Дмитрий Чехутин (32; 12; 6; 60), Сергей Швырёв (31; 1; 16; 0). В команде «Сибсельмаш» выступали также Виталий Гауцель (2; 0; 0; 0), Максим Ишкельдин (4; 1; 0; 0), Сергей Кикин (4; 0; 0; 10) и Анатолий Старых (10; 1; 0; 20).
- 12. СКА «Забайкалец-Энергия» (Чита) (23 игрока): Андрей Брюханов (10; −59; 0; 0), Сергей Осипов (27; −147; 1; 10) − Михаил Ефимов (32; 4; 2; 60), Вячеслав Затыкин (29; 2; 1; 125), Виктор Захаров (32; 4; 17; 90), Александр Захваткин (32; 7; 3; 45), Михаил Калтыга (32; 2; 15; 15), Максим Комаров (31; 0; 0; 105), Дмитрий Коропоткин (22; 6; 0; 135), Алексей Кузьмин (30; 4; 5; 35), Эдуард Патрушев (32; 22; 3; 40), Анатолий Старых (22; 18; 3; 40), Евгений Суковин (32; 7; 4; 35+К), Алексей Терентьев (32; 4; 5; 115), Юрий Тимофеев (30; 1; 3; 60), Александр Труфанов (32; 6; 2; 165), Евгений Яковлев (24; 22; 6; 70). В команде СКА «Забайкалец-Энергия» также играли вратарь Алексей Бажутов (1; 0; 0; 0) и полевые игроки Николай Ануфриев (7; 0; 0; 0), Сергей Кикин (1; 0; 0; 0), Роман Козулин (7; 4; 1; 10), Виталий Лабун (10; 1; 4; 10) и Андрей Макуненков (4; 0; 0; 10). По 1 мячу в свои ворота забили Дмитрий Бутаков «Саяны» и Александр Очеретяный «СКА-Свердловск».
- 13. «Маяк» (Краснотурьинск) (20 игроков): Александр Морковкин (14; −59; 0; 0), Андрей Рейн (19; −69; 0; 0) − Александр Антипов (26; 0; 0; 20), Алексей Белов (30; 3; 0; 20), Андрей Герасимов (30; 24; 5; 70), Павел Дубовик (29; 7; 2; 105), Алексей Загарских (30; 18; 28; 35), Евгений Игошин (27; 17; 17; 90), Михаил Коптий (30; 2; 1; 215), Михаил Красиков (30; 8; 1; 20+К), Александр Кузнецов (14; 0; 0; 0), Григорий Липин (30; 1; 2; 105), Фёдор Миронов (29; 8; 3; 30), Денис Непогодин (30; 0; 0; 140+К), Антон Оппенлендер (25; 0; 0; 10), Константин Пепеляев (28; 0; 0; 150), Максим С. Семёнов (26; 0; 0; 70), Игорь Сычёв (23; 7; 2; 55), Владимир Чарыков (30; 12; 1; 0), Дмитрий Чулочников (30; 11; 24; 55). 1 мяч в свои ворота забил Дмитрий Власов («Металлург»).
- 14. «Водник» (Архангельск) (23 игрока): Всеволод Харчев (16; −79; 0; 0), Максим Юмин (14; −61; 0; 0) − Павел Барсуков (29; 7; 2; 70+К), Александр Березин (30; 13; 1; 125), Александр Гаврилов (29; 1; 12; 10), Руслан Галяутдинов (25; 1; 1; 60+К), Виталий Грачёв (29; 1; 0; 105), Виталий Клюшанов (29; 17; 6; 30), Игорь Коняхин (29; 1; 2; 100), Дмитрий Логинов (30; 10; 11; 20), Дмитрий Лыков (30; 13; 19; 145), Кирилл Петровский (30; 43; 14; 20), Дмитрий Попутников (30; 9; 15; 100), Юрий Радюшин (29; 23; 2; 30), Роман Сухоруков (28; 0; 3; 220+2К), Эдуард Трифонов (28; 6; 6; 50), Евгений Шихирин (27; 4; 1; 30), Николай Ярович (26; 1; 7; 25). В команде «Водник» играли также вратарь Григорий Лапин (2; −3; 0; 0) и полевые игроки Александр Антонов (6; 1; 0; 0), Евгений Дергаев (9; 0; 1; 0), Евгений Мастрюков (8; 4; 0; 10) и Илья Пономарёв (1; 0; 0; 0). 1 мяч в свои ворота забил Александр Очеретяный («СКА-Свердловск»).
- 15. «АМНГР-Мурман» (Мурманск) (20 игроков): Дмитрий Озёрский (28; −140; 0; 40), Александр Осипов (8; −35; 0; 0) − Владимир Архипов (29; 22; 9; 40), Сергей Герасимов (24; 6; 1; 45), Алексей Горохов (30; 5; 9; 70), Михаил Жмуцкий (29; 1; 14; 90), Николай Изотов (30; 9; 19; 55), Андрей Киселёв (26; 15; 3; 40), Александр Клыпин (30; 1; 6; 105), Артём Крапивин (24; 2; 0; 15), Максим Лоханов (23; 0; 6; 45), Андрей Марковиченко (29; 3; 1; 40), Андрей Мытник (30; 2; 0; 125), Юрий Помазан (30; 20; 5; 220+К), Илья Сысоев (30; 5; 1; 55+К), Юрий Токаев (29; 0; 0; 250+К), Пётр Широков (30; 23; 9; 55+К). В команде «АМНГР» также играли Александр Аншуков (5; 0; 0; 10), Валерий Самарин (1; 0; 0; 0) и Константин Стебихов (13; 0; 0; 60).
- 16. «Старт» (Нижний Новгород) (27 игроков): Роман Тимофеев (16; −78; 1; 50), Евгений Шайтанов (15; −94; 0; 0) − Александр Аншуков (20; 0; 2; 50), Антон Батраков (22; 0; 0; 40), Леонид Бедарев (30; 14; 9; 120), Александр Братцев (12; 3; 0; 35), Павел Гаврилов (30; 37; 14; 30), Андрей Горшенин (29; 2; 0; 0), Евгений Дурыничев (29; 0; 1; 30), Станислав Клюшанов (30; 12; 5; 30), Дмитрий Козин (22; 3; 7; 45), Игорь Леденцов (30; 1; 4; 190+К), Евгений Мастрюков (18; 15; 0; 15+К), Алексей Мосягин (14; 2; 0; 10), Сергей Покидов (30; 19; 4; 0), Антон Рычагов (25; 5; 2; 20), Антон Рычков (27; 2; 0; 0), Александр Силаев (29; 2; 1; 0), Николай Синьков (29; 0; 0; 140), Ренат Халилуллин (30; 0; 3; 155), Дмитрий Чекулаев (19; 0; 4; 65), Евгений Черепанов (30; 2; 21; 155). В команде «Старт» также выступали Илья Анфилатов (1; 0; 1; 0), Алексей Кирюшин (3; 0; 0; 0), Ринат Мустафин (4; 0; 0; 0), Денис Щитов (1; 0; 0; 10) и Михаил Щитов (5; 0; 0; 0).
- 17. «Лесохимик» (Усть-Илимск) (20 игроков): Максим Царёв (10; −72; 0; 20), Иван Шаповалов (22; −88; 2; 10) − Александр Волков (30; 7; 3; 20), Егор Горностаев (28; 3; 1; 50), Сергей Ирисов (29; 16; 12; 30), Евгений Казаев (30; 0; 2; 65), Максим Матвеев (24; 0; 1; 165), Максим Мороз (30; 0; 0; 285+3К), Алексей Москвитин (29; 14; 5; 15), Игорь Невидимов (28; 2; 1; 20), Игорь Осипов (30; 5; 6; 25), Сергей Поркулевич (30; 1; 31; 110), Александр Прасолов (30; 9; 6; 15), Евгений Рыльков (23; 0; 1; 10), Роман Сироткин (18; 0; 2; 110), Сергей Таранов (30; 44; 3; 0), Роман Ташкинов (30; 17; 7; 45). В команде «Лесохимик» играли также вратарь Иван Полухин (1; 0; 0; 0) и полевые игроки Юрий Вальтер (9; 0; 0; 0) и Михаил Разумовский (7; 0; 0; 0).
- 18. «Саяны» (Абакан) (26 игроков): Дмитрий Атапин (8; −44; 0), Сергей Саблин (23; −111; 2; 10) − Виталий Ахмеров (29; 5; 2; 60), Иван Бойко (27; 5; 5; 115), Дмитрий Бутаков (23; 0; 1; 140), Андрей Веселов (27; 1; 6; 70), Евгений Жаданов (25; 1; 13; 45), Егор Кохачёв (24; 0; 0; 80), Олег Кулаев (21; 37; 6; 40+К), Евгений Кузнецов (29; 1; 6; 70), Иван Кунстман (30; 9; 22; 25), Евгений Лебедев (15; 5; 0; 15), Александр Савельев (27; 13; 9; 45), Евгений Ткачук (29; 19; 7; 80), Евгений Тюркин (30; 8; 0; 120), Шадрин Евгений (29; 9; 11; 30). В команде «Саяны» играли также Александр Дугаров (11; 0; 0; 60), Василий Жаукенов (12; 0; 2; 0), Алексей Китьков (7; 1; 1; 0), Дмитрий Коропоткин (7; 3; 0; 60), Владимир Лештаев (1; 0; 0; 0), Дмитрий Обухов (12; 2; 1; 10), Владислав Пугаев (1; 0; 0; 0), Василий Савин (11; 2; 0; 0), Дмитрий Тимченко (1; 0; 0; 0) и Артём Торточаков (1; 0; 0; 0).
- 19. «Металлург» (Братск) (21 игрок): Олег Крутихин (18; −90; 0; 10), Дмитрий Сергеев (15; −39; 0; 0) − Сергей Алексейкин (29; 9; 3; 15), Борис Вавилов (30; 3; 2; 145), Дмитрий Власов (30; 1; 1; 15), Евгений Евстигнеев (28; 9; 1; 15), Александр Кротов (29; 3; 4; 65), Иван Макаров (30; 0; 1; 35), Сергей Махнач (30; 21; 14; 65), Руслан Нейфельд (28; 7; 7; 60), Виктор Нуждин (26; 1; 2; 0), Евгений Сысоев (25; 2; 1; 50), Алексей Усьянцев (30; 5; 5; 95), Максим Фасхутдинов (27; 3; 1; 175+К), Андрей Хлюпин (29; 12; 6; 60), Евгений Щеглов (30; 0; 10; 45), Марат Юмангулов (30; 16; 0; 30). В команде «Металлург» также играли вратарь Антон Савельев (2; −2; 0; 0) и полевые игроки Михаил Зарубин (3; 0; 0; 0), Фёдор Розвезев (12; 2; 1; 0) и Андрей Смирнов (9; 1; 0; 5).
- 20. «СКА-Свердловск» (Екатеринбург) (22 игрока): Максим Герасимов (15; −67; 0; 0), Роман Черных (25; −92; 2; 0) − Андрей Воронин (17; 0; 3; 0), Владимир Добрынин (30; 10; 6; 45), Олег Земцов (28; 5; 1; 45), Денис Князев (30; 5; 4; 75), Дмитрий Константинов (30; 19; 7; 125+К), Илья Крейк (30; 5; 1; 0), Евгений Крячко (21; 1; 0; 25), Тимур Кутупов (30; 0; 0; 95), Юрий Маринов (27; 6; 1; 0), Вячеслав Маркин (29; 15; 11; 90+К), Ян Муравский (30; 2; 2; 75), Александр Очеретяный (30; 3; 1; 50), Андрей Смирнов (20; 3; 1; 20), Дмитрий Степченков (30; 12; 8; 30), Сергей Топычканов (28; 0; 4; 5), Максим Ширяев (25; 2; 1; 15). В команде «СКА-Свердловск» также играли Артём Ахметзянов (9; 0; 4; 10), Андрей Воробьёв (10; 1; 1; 0), Александр Дутов (6; 0; 0; 0), Владислав Пугаев (3; 0; 0; 0).
- 21. «Строитель» (Сыктывкар) (20 игроков): Эдуард Найденков (17; −114; 1; 0), Андрей Слобожанинов (14; −94; 0; 0) − Владислав Алфертьев (13; 5; 1; 20), Роман Бояринцев (30; 1; 0; 130), Денис Вялкин (30; 0; 1; 50+К), Сергей Дёмин (30; 10; 0; 130), Алексей Другов (17; 8; 7; 0), Илья Калинин (30; 2; 0; 95), Сергей Лушников (30; 0; 0; 110), Алексей Лысак (30; 22; 7; 20), Александр Мальцев (30; 4; 22; 70), Максим Пахомов (9; 10; 1; 35), Олег Пивоваров (25; 7; 4; 0), Семён Подкин (29; 4; 1; 20), Константин Пунгин (15; 2; 0; 0), Иван Пучков (18; 2; 2; 40), Вадим Сёмкин (29; 0; 1; 40), Дмитрий Утяпов (24; 3; 4; 25), Дмитрий Филимонов (30; 5; 3; 70), Эльмир Шарафетдинов (24; 0; 0; 65).
- 22. «Локомотив» (Оренбург) (36 игроков): Максим Казанцев (20; −115; 0; 10) − Дмитрий Алексанин (26; 2; 1; 175), Андрей Афанасьев (29; 1; 2; 175+К), Евгений Волков (29; 3; 3; 0), Вадим Горшунов (22; 9; 6; 110), Станислав Иванов (28; 0; 8; 185), Павел Курочкин (29; 7; 10; 50), Вячеслав Леготин (29; 0; 3; 35), Евгений Перевощиков (29; 18; 4; 65), Виталий Поздняков (19; 2; 0; 10, Вадим Поркулевич (29; 2; 0; 35), Евгений Свирков (26; 15; 1; 15), Виталий Султанов (29; 2; 1; 55), Евгений Трунёв (25; 0; 0; 0), Сергей Хрящёв (29; 4; 1; 30), Александр Шавалдин (29; 1; 2; 190), Алексей Шевченко (29; 13; 4; 55), Алексей Шишкин (27; 2; 2; 65). В команде «Локомотив» также играли вратари Юрий Лазарев (1; −41; 0; 0), Сергей Шастин (6; −29; 0; 0), Вадим Шляников (7; −38; 0; 0) и полевые игроки Евгений Андреев (1; 0; 0; 0), Евгений Гиниятуллин (1; 0; 0; 0), Алексей Евдокимов (1; 0; 0; 0), Константин Залетаев (2; 0; 1; 0), Сергей Калин (1; 0; 0; 0), Юрий Кирилловский (1; 0; 0; 0), Алексей Красных (1; 0; 0; 0), Андрей Курбатов (1; 0; 0; 0), Анатолий Орлов (1; 0; 0; 0), Виталий Пахомов (1; 0; 0; 0), Алексей Пустовит (1; 0; 0; 0), Антон Сокольников (1; 0; 0; 0), Сергей Тарасов (1980 г. р.) (1; 0; 0; 0), Дмитрий Шестеров (6; 0; 0; 0), Олег Шестеров (1; 0; 0; 0).

- Лучший бомбардир — Сергей Обухов («Динамо» Москва) — 84 мяча.

- По итогам сезона определён список 22-х лучших игроков.

Примечания:
- Первая цифра в скобках после фамилии игрока обозначает количество сыгранных матчей, вторая — количество забитых мячей (для вратарей — пропущенных), третья — количество голевых передач, четвёртая — штрафное время хоккеиста + удаления до Конца матча.

- Игроки, выделенные жирным шрифтом, выступали в чемпионате России в составе двух и более команд: 20 игроков выступали за два клуба, а Максим Пахомов успел выступить в чемпионате России за три клуба.